# Ascaloptynx appendiculata
Ascaloptynx appendiculata är en insektsart som först beskrevs av Fabricius 1793.  Ascaloptynx appendiculata ingår i släktet Ascaloptynx och familjen fjärilsländor. Inga underarter finns listade i Catalogue of Life.